# Maji (socken i Kina, Henan)
Maji (kinesiska: 马集, 马集乡) är en socken i Kina. Den ligger i provinsen Henan, i den centrala delen av landet, omkring 170 kilometer öster om provinshuvudstaden Zhengzhou. Antalet invånare är 27 750. Befolkningen består av 14 488 kvinnor och 13 262 män. Barn under 15 år utgör 26,0 %, vuxna 15-64 år 63 %, och äldre över 65 år 9,0 %.
Genomsnittlig årsnederbörd är 879 millimeter. Den regnigaste månaden är juli, med i genomsnitt 185 mm nederbörd, och den torraste är januari, med 6 mm nederbörd.